# Campionato norvegese di calcio
Il campionato norvegese di calcio (Fotball i Norge) è un insieme di tornei nazionali organizzati dalla Norges Fotballforbund (NFF). I campionati sono suddivisi ed organizzati in più livelli: la massima divisione è la Eliteserien, un campionato di 16 squadre che assegna il titolo nazionale. Il campionato si disputa regolarmente dal 1937.
Ogni squadra affronta tutte le altre squadre del torneo di appartenenza due volte, una presso il proprio campo (partita in casa) l'altra presso il campo della squadra avversaria (partita in trasferta) con uno svolgimento detto Girone all'italiana.

## Struttura
Le serie calcistiche che hanno carattere nazionale sono così strutturate:
1. Eliteserien, 16 squadre con 2 retrocessioni e la terzultima partecipa ai play-off dell'1. divisjon
2. 1. divisjon, 16 squadre con 2 promozioni e 4 retrocessioni. Inoltre la terza, la quarta e la quinta classificata partecipano ai play-off insieme alla terz'ultima della Eliteserien: la vincente guadagna (o mantiene) l'accesso alla Eliteserien.
3. 2. divisjon, 2 gironi da 14 squadre, 1 promozione e 3 retrocessioni per girone
4. 3. divisjon, 24 gironi da 12 squadre, prima agli spareggi e 3 retrocessioni per girone

Esistono poi le serie inferiori, su base regionale, dalla Division 4 alla 8.